# 여오현
여오현(呂午鉉, 1978년 9월 2일 ~ )는 대한민국의 남자 배구 선수이다. 소속팀은 천안 현대캐피탈 스카이워커스이고 키는 175cm이고, 포지션은 리베로이다. 2013년 6월 7일 FA 자격을 얻어 대전 삼성화재 블루팡스에서 천안 현대캐피탈 스카이워커스로 이적했다.

## 학교
- 유성초등학교
- 대전중앙중학교
- 대전중앙고등학교
- 홍익대학교
- 단국대학교 대학원

## 약력
여오현은 유성초등학교, 대전중앙중학교와 대전중앙고등학교를 거쳐 홍익대학교에 입학했고, 2000년 대전 삼성화재 블루팡스에 입단했다. 175cm의 배구선수 치곤 작은 키를 활용하여 수비를 전담하는 리베로로서 활약했다. 뛰어난 수비능력으로 2002년부터 2011년까지 계속해서 국가대표 주전 리베로로 뛰었으며, 다수의 리베로 상을 수상한 경력이 있다.

## 국가대표 경력
- 2011년 제16회 아시아남자배구선수권대회 국가대표
- 2011년 월드리그 국제남자배구대회 국가대표
- 2010년 제16회 광저우 아시안 게임 남자배구 국가대표
- 2010년 제2회 AVC컵 남자배구대회 국가대표
- 2007년 제14회 아시아남자배구선수권대회 국가대표
- 2006년 제15회 도하 아시안게임 남자배구 국가대표
- 2006년 세계남자배구선수권대회 국가대표
- 2003년 월드컵 남자배구대회 국가대표
- 2003년 아시아 챌린지컵 대회 남자배구 국가대표
- 2003년 제12회 아시아 남자배구 선수권 대회 국가대표
- 2002년 제14회 부산아시안게임 남자배구 국가대표

## 수상 기록
- 2016년 NH농협 2015-2016 V-리그 베스트7 (리베로)
- 2015년 NH농협 2014-2015 V-리그 베스트7 (리베로)
- 2014년 NH농협 2013-2014 V-리그 올스타 MVP
- 2011년 제3회 동아스포츠대상 남자프로배구 올해의 선수상
- 2010년 제16회 광저우 아시안게임 남자 배구 동메달
- 2010년 NH농협 V리그 기준기록상
- 2010년 NH농협 V리그 수비상
- 2007년 프로배구 V리그 수비상
- 2007년 프로배구 V리그 올스타
- 2006년 제15회 도하 아시안게임 남자 배구 금메달
- 2006년 프로배구 KT&G V리그 수비상
- 2005년 프로배구 KT&G V리그 리베로상
- 2004년 프로배구 KT&G V리그 남자 올스타전 MVP
- 2002년 제14회 부산 아시안게임 남자 배구 금메달
- 2001년 세미프로리그 리베로상
- 2001년 슈퍼리그 리베로상

## 참조 문서
- 여오현-김연경, 역대 프로배구 '최고스타' 중부일보 (2014년 1월 14일)